# Aleksandar Fira
Aleksandar Fira (serbisch-kyrillisch Александар Фира; * 5. April 1929 in Kragujevac, Jugoslawien; † 31. Dezember 2011) war ein jugoslawischer Verfassungsrichter und Professor für Verfassungsrecht.
Er promovierte 1960 an der rechtswissenschaftlichen Fakultät der Universität Belgrad. Ab 1970 war er ordentlicher Professor an der rechtswissenschaftlichen Fakultät der Universität Novi Sad. Ab 1969 war er Richter am Jugoslawischen Verfassungsgericht, von 1982 bis 1990 Präsident des Verfassungsgerichtes. Zugleich war er ab 1974 Präsident des Verfassungsgerichtes der SAP Vojvodina.
Er war ab 1984 ordentliches Mitglied der Akademie der Wissenschaften und Künste der Vojvodina und seit 1991 ordentliches Mitglied der Serbischen Akademie der Wissenschaften und Künste.

## Werke
- Ustavno pravo, 1976, 4. Aufl. 1987 (ISBN 86-315-0008-9)
- Razvoj socijalističkog samoupravljanja u SFRJ. Ustavno-pravni ogled, 1981
- Ustavnost i politika, 1984
- Moć i nemoć federacije. Snage i protivrečnosti u jugoslovenskom federalizmu, 1986
- Zapisi o pravnom popetku, 1996 (ISBN 86-355-0267-1)
- Enciklopedija ustavnog prava bivših jugoslovenskih zemalja, mehrere Bände (z. T. mit Koautoren)
- Iz ustavnosti bivših jugoslovenskih republika, 2004 (ISBN 86-84031-16-4)
- Ustavno pravo državne zajednice Srbija i Crna Gora. Studijski materijal, 2004 (ISBN 86-80765-51-1)